# 浜崎幸信
浜崎 幸信（はまざき こうしん、1953年 - ）は、日本の元競輪選手。

## 来歴
競輪選手時代は日本競輪選手会岐阜支部に所属。岐阜競輪場をホームバンクとしていた。
日本競輪学校第41期生（同期に井上茂徳、伊藤豊明らがいる）として、1978年5月18日、奈良競輪場でデビューし2着。1998年4月7日に選手登録が削除された。通算戦績1694戦244勝。優勝6回。
引退後、岐阜新聞の競輪担当記者に転身した。また、かつて岐阜放送テレビで放送されていた同局競輪中継の解説者も歴任した。